# Germplasm Resources Information Network
Germplasm Resources Information Network (Ресурсна информациона мрежа гермплазми), скраћено GRIN, онлајн је софтверски пројекат USDA односно дио Националног генетског ресурсног програма (енгл. National Genetic Resources Program) покренут да би се свеобухватно управљало рачунарском базом података која садржи евиденцију свих гермплазми забележених у Националном систему гермплазми биљака.
GRIN је своју улогу проширио на управљање информацијама о репозитима гермплазми инсеката (бескичмењака), микроба и животињских врста (погледајте потпројекте).
Сајт је извор за проналазак таксономских информација (научна имена) као и устаљених имена више од 500.000 примерака (посебних варијетета, сорти и сл.) биљака, са обухваћених 10.000 врста; укључене су и врсте од економског значаја као и дивље врсте. Могуће је наћи профиле биљака које су инвазивне или представљају штетне корове, угрожене или у опасности од изумирања, све са подацима о светској распрострањености хабитата; такође су доступне и друге корисне информације. GRIN је такође садржао подстраницу Economic Plants Database.
Мрежу одржава GRIN-ова Јединица за управљање (енгл. GRIN's Database Management Unit, GRIN/DBMU). GRIN надзире Национална ресурсна лабораторија гермплазми (енгл. National Germplasm Resources Laboratory, NGRL), чије је седиште у Белтсвилу (Мериленд); 1990. године је заменила своју претечу, Сервисну лабораторију за гермплазме (енгл. Germplasm Services Laboratory, GSL), која је претходно покретала пројекат GRIN.

## Потпројекти
Званична мисија пројекта GRIN је и подржавање следећих потпројеката:
- Национални систем гермплазми биљака (енгл. National Plant Germplasm System, NPGS)
- Национални програм гермплазми животиња (енгл. National Animal Germplasm Program, NAGP)
- Национални програм гермплазми микроба (енгл. National Microbial Germplasm Program, NMGP)
- Национални програм гермплазми бескичмењака (енгл. National Invertebrate Germplasm Program, NIGP)